# Sloup hanby

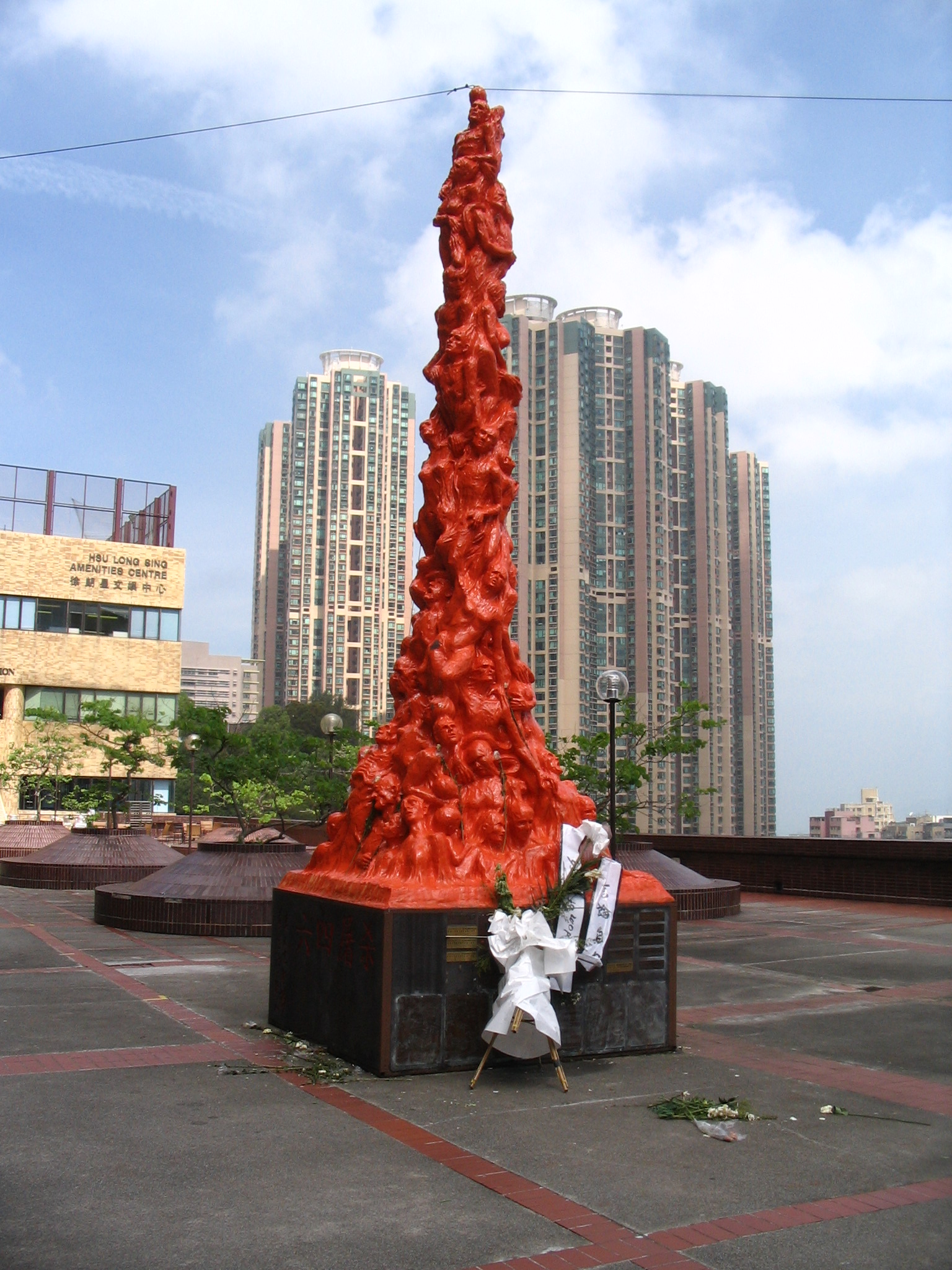
Sloup hanby, Hongkongská Univerzita

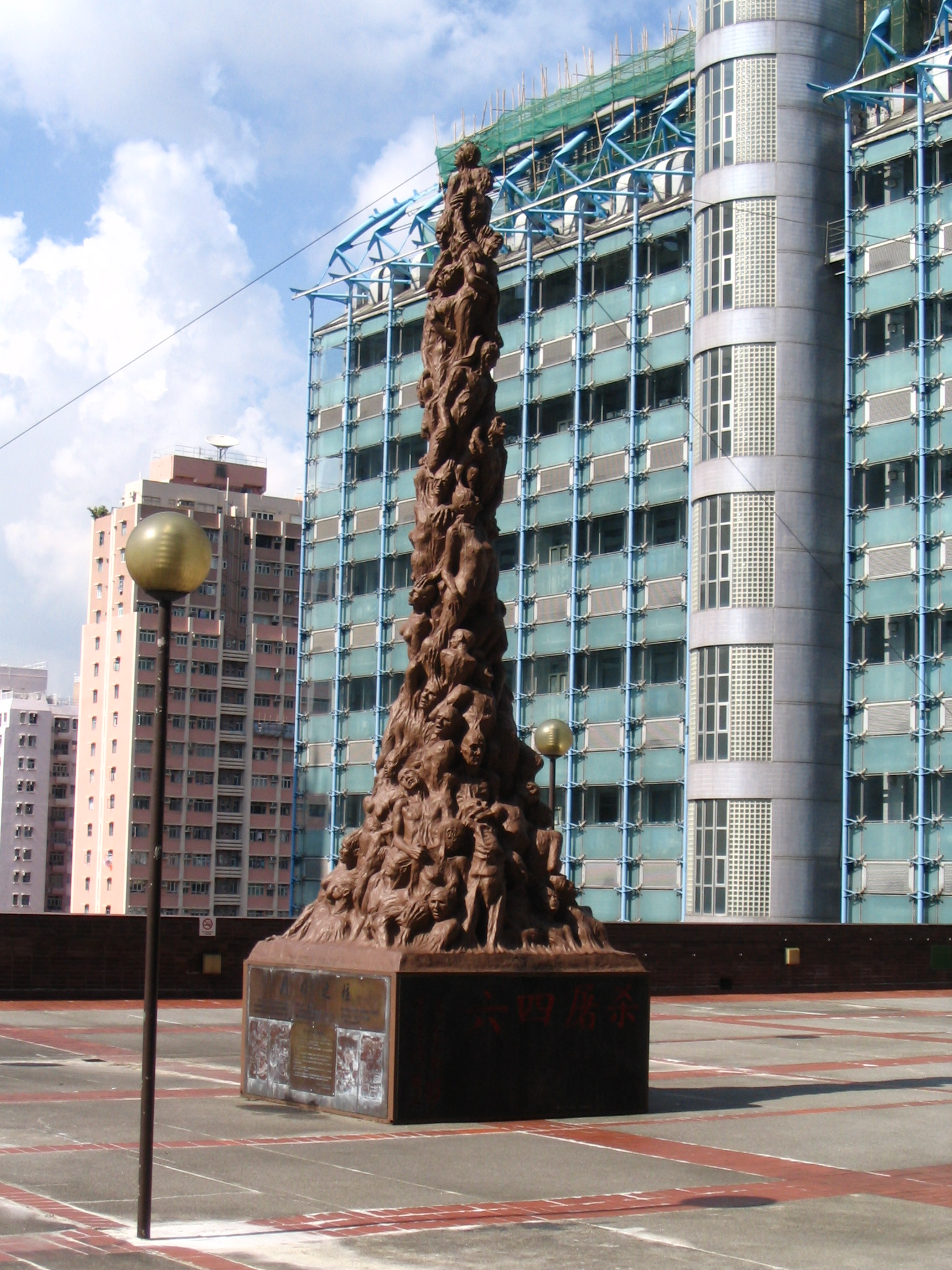
Sloup hanby před obarvením, Hongkong

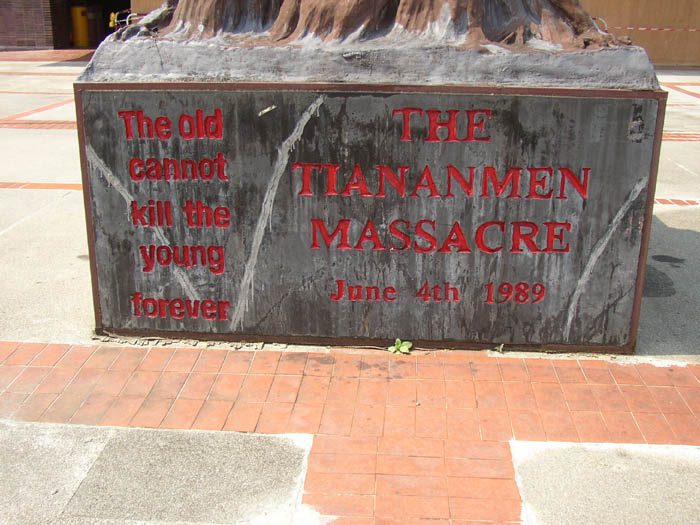
Sloup hanby, podstavec

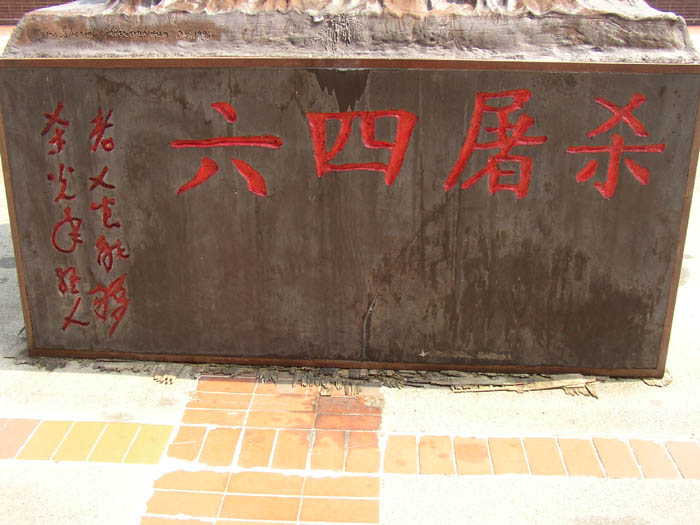
Sloup hanby, podstavec

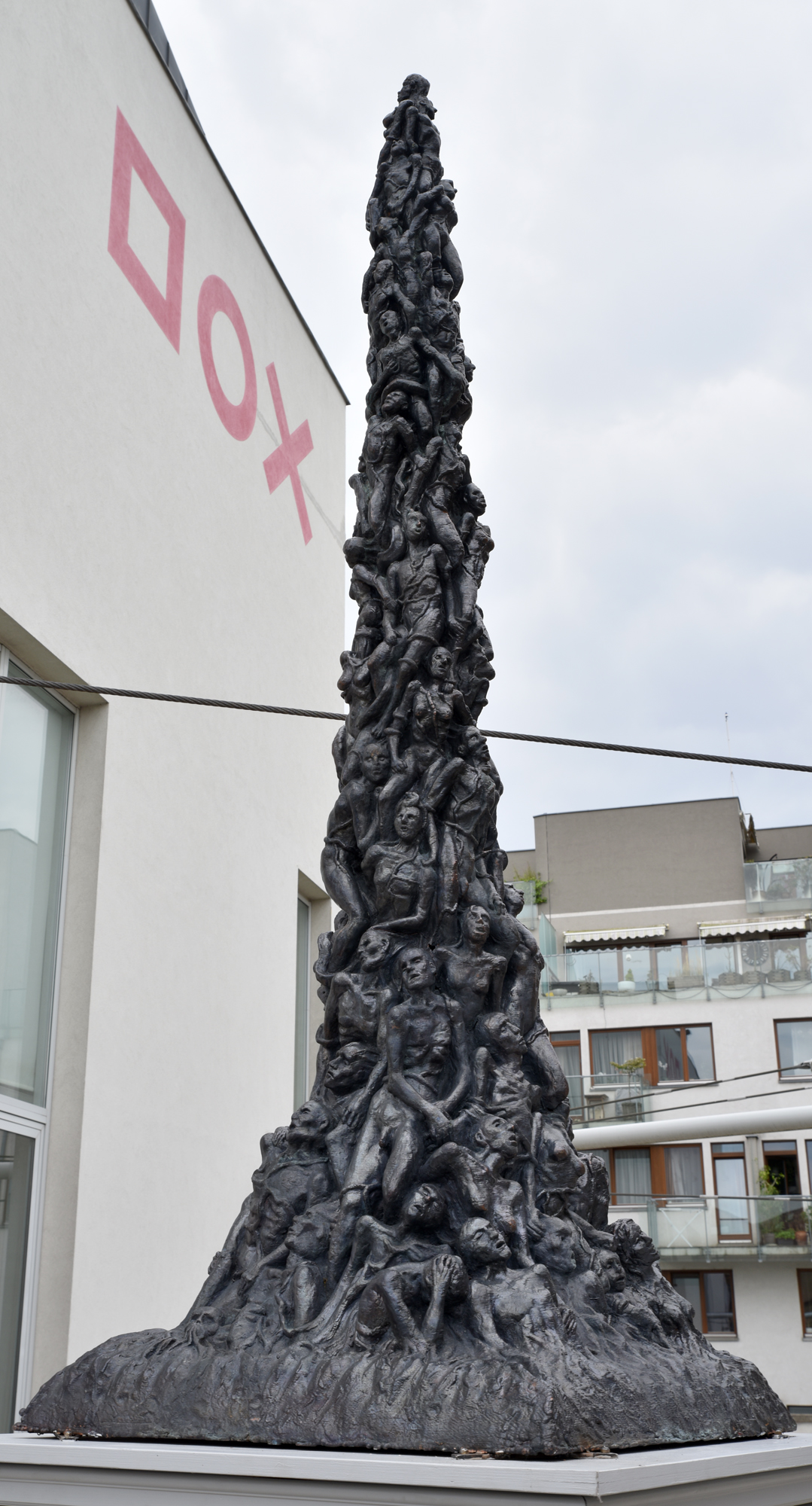
Sloup hanby, DOX, Praha (2022)

Sloup hanby je mnohafigurové sousoší dánského umělce Jense Galschiøta připomínající protesty a masakr na náměstí Nebeského klidu v roce 1989. Sousoší je osm metrů vysoké, zhotovené z bronzu, mědi nebo betonu. Zobrazuje nahromaděné mrtvoly na památku stovek - možná tisíců - prodemokratických demonstrantů, které čínské úřady zabily v roce 1989.
Sloup hanby byl slavnostně odhalen na Fóru nevládních organizací při summitu FAO v Římě v roce 1996. Od té doby byly vztyčeny další tři sloupy, a to v Hongkongu, Mexiku a Brazílii. Pátý byl plánován k dokončení v Berlíně v roce 2002. Tento plán se neuskutečnil, protože organizace přeživších z koncentračních táborů, které se na něm podílely, se uzavíraly a nepodařilo se zajistit financování památníku.
V říjnu 2021 byla žádost Hongkongské univerzity o odstranění Sloupu hanby z jejího kampusu napadena několika skupinami aktivistů, kteří v případném odstranění poslední zbývající památky na protesty na náměstí Nebeského klidu v Hongkongu viděli další krok v erozi autonomního statusu města. 22. prosince 2021 však Hongkongská univerzita sochu v noci odstranila.

## Symbolika
Podle Jense Galschiøta sousoší připomíná hanebnou událost, která se nesmí nikdy opakovat. Roztrhaná a pokroucená těla soch symbolizují degradaci, znehodnocení a nedostatek úcty k jednotlivci. Černá barva symbolizuje smutek a ztrátu a pomník představuje oběti, vyjadřuje bolest a zoufalství z této události. Jako symbol může být využit oběma stranami ve složitých konfliktních situacích, kdy může být obtížné ukázat na viníka.

## Sloup hanby v Hongkongu
Sloup hanby (čínsky: 國殤之柱; jüan-ťing: gwok3 soeng1 zi1 cyu5; pinyin: Guóshāng zhī zhù; lit. 'Sloup mučedníků') v Hongkongu byla betonová socha, poprvé vztyčená v Hongkongském Victoria Parku v roce 1997 při svíčkové vigilii u příležitosti osmého výročí masakru na náměstí Nebeského klidu v roce 1989. Socha znázorňuje 50 roztrhaných a zkroucených těl, která symbolizují ty, kteří zemřeli při vládních represích. Na podstavci sochy je vytesána historie a vyryty obrázky masakru a v angličtině i čínštině jsou do podstavce vyryta slova "Masakr na náměstí Nebeského klidu", "4. červen 1989" a "Staří nemohou zabíjet mladé navždy". 
O získání sochy se ucházela organizace Hongkongská aliance na podporu vlasteneckých demokratických hnutí Číny (Hong Kong Alliance in Support of Patriotic Democratic Movements of China), která byla založena již před rokem 1989 a sochu získala darem od jejího autora. Bývalý zákonodárce Albert Ho a někdejší předseda Aliance (2014–2019) prohlásil: "Bojovali jsme za to, aby byla socha převezena do Hongkongu, když byl ještě pod britskou nadvládou. V té době jsme měli dobrý důvod se domnívat, že po odevzdání Hongkongu Číně to již nebude možné."
Po skončení vigilie v noci ze 4. na 5. června 1997 bojovali studenti místních univerzit o místo, kde by socha mohla být trvale umístěna. Po potyčkách s policií a sporech s vedením univerzity se studentům ve tři hodiny ráno podařilo přemístit dvoutunovou sochu na střechu budovy Haking Wong na Hongkongské univerzitě, nicméně kusy nebyly smontovány kvůli obavám, že podložka není dostatečně pevná. Sloup byl znovu vztyčen na stejném místě 16. června 1997.
Během následujících měsíců byl Sloup hanby vystaven na následujících univerzitách:
- Čínská univerzita v Hongkongu od 28. září 1997
- Lingnan College od 2. listopadu 1997
- Hongkongská baptistická univerzita od 29. listopadu 1997
- Hongkongská univerzita vědy a technologie od 23. ledna 1998
- Hongkongská polytechnická univerzita od 1. března 1998
- City University of Hong Kong od 29. března 1998.
- Dne 31. května 1998, v den devátého výročí protestů na náměstí Nebeského klidu, byla socha vrácena do Victoria Parku, kde se konala vigilie při svíčkách. Ráno před vigilií jeden samozvaný umělec postříkal sloup dvěma kbelíky červené barvy a prohlásil, že "krev lidí je i moje krev".

Ve dnech 24. a 25. září 1998 uspořádal Svaz studentů hongkongských univerzit (The Hong Kong University Students' Union, HKUSU) všeobecné hlasování o návrhu na dlouhodobé umístění Sloupu hanby na hongkongské univerzitě. Návrh studentů byl přijat, když pro něj hlasovalo 1 629 z 2 190 studentů, a 3. prosince 1998 byl sloup opět přemístěn do studentského kampusu Haking Wong. Znovu byl vystaven při svíčkové vigilii k 10. výročí masakru v roce 1999 ve Victoria Parku. Bez souhlasu vedení univerzity byl sloup po výročí přemístěn zpět do atria Haking Wong, kde přetrval do 23. prosince 2021; každoročně v květnu pořádá HKUSU a Hongkongská aliance na podporu vlasteneckých demokratických hnutí Číny tichou vzpomínku.
Dne 30. dubna 2008 byl Sloup hanby v rámci projektu Oranžová barva natřen na oranžovo, aby se zvýšilo povědomí o lidských právech v Číně. Protože sochaři Galschiøtovi byl odepřen přístup do Hongkongu, Hongkongská aliance na podporu vlasteneckých demokratických hnutí Číny obarvila sloup bez jeho účasti.

### Spor o možné odstranění v říjnu 2021
V říjnu 2021 Hongkongská univerzita, zastoupená advokátní kanceláří Mayer Brown, oficiálně požádala o odstranění sochy, ačkoli neuvedla žádný konkrétní důvod žádosti. Univerzita vydala prohlášení, v němž uvedla, že socha patří "již neexistující organizaci", která veřejně oznámila své rozpuštění - s odkazem na Hongkongskou alianci -, a že na základě "nejnovějšího posouzení rizik a právního poradenství" napsala Alianci žádost o odstranění, jinak bude sochu považovat "za opuštěnou". 
Galschiøt uvedl, že byl "šokován", když se dozvěděl zprávu o možném odstranění, a že jako vlastník sochy nebyl v této záležitosti nikdy univerzitou kontaktován. Naléhal na HKU, aby sochu ponechala, a uvedl, že to pomůže světu připomenout si pokojné demonstranty, kteří "byli zabiti za to, že vyjádřili politickou angažovanost." Uvedl, že doufá, že "bude moci sochu z Hongkongu odvézt za spořádaných podmínek" a že za případné poškození sochy bude odpovídat univerzita. Dne 15. října společnost Mayer Brown oznámila, že již nebude univerzitu ve věci sochy zastupovat, přičemž si ji ponechala jako klienta. Tento krok přišel několik dní po intenzivním tlaku, mimo jiné v podobě otevřeného dopisu, který podepsalo 28 občanskoprávních organizací a také zámořští intelektuálové.

### Demolice sochy v prosinci 2021
Podle zpráv hongkongských médií zablokovala hongkongská univerzita 22. prosince 2021 místo, kde se Sloup hanby nachází. Téměř o půlnoci univerzita vyslala na místo ochranku a dělníky, připravila nákladní auta s jeřáby na jeho demolici a ochranka bránila novinářům a studentům ve fotografování. Do rozednění socha zmizela. Galschiøt téhož dne vyjádřil ve veřejné zprávě svůj šok, označil Hongkong za místo bez zákona a oznámil, že bude požadovat odškodnění, pokud mu nebude vrácena.

### DalšíSloupy hanby
Další sloupy byly vztyčeny na následujících místech:
- Ostiense Air Terminal, Řím, Itálie, 1996, během summitu FAO, zobrazující úmrtí způsobená celosvětově hladem v důsledku nerovnoměrného rozdělení světových zdrojů.
- Acteal, Chiapas, Mexiko, v roce 1999, na místě masakru 45 členů občanské skupiny Las Abejas v Actealu v prosinci 1997.[12]
- Brasilia, Brazílie v roce 2000 na památku obětí masakru v Eldorado dos Carajás, ke kterému došlo v roce 1996. Socha byla přesunuta do Belému, hlavního města spolkového státu Pará, kde k masakru došlo.
- Praha, Galerie DOX, 4. června 2022, při příležitosti narozenin autora sochy Jense Galschiøta.[13]
- Pátý sloup hanby byl plánován v německém Berlíně k uctění památky obětí nacistického režimu. Kvůli různým problémům musel autor projekt zrušit.